# Кинофантастика 1970-х годов
Кинофантастика 1970-х годов — кино в жанре фантастики и выпущенное в период 1970-х годов. В этот период кассовый успех приобрели фильмы в жанре научной фантастики и фильмы по комиксам. Массовому производству фильмов предшествовал успех «Космической одиссеи» и телесериала «Звёздный путь» в 1960-х. 

## Блокбастеры
В 1970-е кинофантастика закрепилась как прибыльный и популярный у массовой аудитории жанр. 
В 1977 году были выпущены «Звёздные войны» (Star Wars) Джорджа Лукаса, в которых объединены эпические и мифологические мотивы с антуражем космической НФ. Фильм стал абсолютным чемпионом проката в США. Фильм стал первым в «классической трилогии» («Империя наносит ответный удар», 1980; «Возвращение джедая», 1983), и задал новый стандарт в реализации визуальных эффектов в фантастических фильмах.
В 1977 году были выпущены «Близкие контакты третьей степени» (Close Encounters of the Third Kind) Стивена Спилберга, где был сделан акцент на связи фантастики и религии: ожидание прилёта инопланетян показано в фильме как переживаемый Роем Нири (Ричард Дрейфус) религиозный опыт. 
В 1978 году был выпущен «Супермен» Ричарда Доннера — первая попытка снять по-настоящему «большой» фильм по комиксу о супергерое, ставший самым кассовым супергеройским фильмом до выхода «Бэтмена» в 1989. В «Супермене» соединены привычные для комикса условности с реалистичной визуальной средой фильма. Успех фильма открыл дорогу экранизациям комиксов в 1980-х.
В 1979 году был выпущен «Чужой» (Alien) Ридли Скотта. Фильм сочетает жанр ужасов с жанром фантастики. Среди новаций фильма - реалистичные спецэффекты и решение отдать главную «активную» роль в фильме женщине (Эллен Рипли в исполнении Сигурни Уивер), а роль первой жертвы — мужчине. 

## Антиутопии
Антиутопии и «фильмы-предупреждения» (в терминологии советской кинокритики тех лет) стали важным самостоятельным направлением в фантастическом кино 1970-х.
Футуристическое общество, построенное на принципах жёсткого тоталитаризма, было изображено в первом серьёзном фильме Джорджа Лукаса «THX 1138» (THX 1138, 1971).
Большой резонанс имел «Зелёный сойлент» (Soylent Green, 1973) — фильм о катастрофически перенаселённой Земле ближайшего будущего, поставленный Ричардом Флейшером по мотивам романа Гарри Гаррисона. По сюжету фильма, в 2022 году население Нью-Йорка вырастет до 40 миллионов человек, передвижения людей между городами будут запрещены, натуральные продукты питания практически совершенно исчезнут, а снабжение населения синтетической пищей, чистой водой и жизненным пространством будет взято под жёсткий контроль властей. Возродится даже своеобразная форма рабства, когда к квартирам в элитных дома, распределяемых среди крупных чиновников, будут в качестве «живой мебели» прилагаться красивые женщины. Герой фильма, полицейский Торн (Чарлтон Хестон) ведёт расследование убийства одного из влиятельных людей, и обнаруживает, что синтетическая пища, которой власти кормят население, вырабатывается не из планктона (океаны заражены и жизнь в них умирает), а из человеческих трупов.
Другой известный фильм о социуме, который вынужден жёстко контролировать свою численность — «Бегство Логана» (Logan’s Run, 1976) Майкла Андерсона, в котором внешнее благополучие людей, живущих в городе под куполом, обусловлено обязательным уничтожением всех граждан, достигших 30 лет. Важная тема социальной роли телемедиа взята в фильме Нормана Джуисона «Роллербол» (Rollerball, 1975), где в качестве регулятра социального напряжения выступает жестокое спортивное шоу. Сходная тема была использована в сатирическом фильме Пола Бартела «Смертельные гонки 2000 года» (Death Race 2000, 1975) — здесь перед участниками идущих в прямом эфире автогонок стояла задача задавить как можно больше пешеходов.
Отдельную категорию составляют фильмы «постапокалиптического» жанра, действие которых разворачивается после постигшей Землю глобальной катастрофы или ядерной войны. В фильме Дугласа Трамбла «Безмолвное бегство» (Silent Running, 1971) учёный пытается предотвратить уничтожение властями космического корабля с образцами погибших на всей планете растений. Ярким событием в кинофантастике стал фильм «Парень и его пёс» (A Boy and his Dog, 1975) по мотивам одноимённой классической новеллы Харлана Эллисона о том, как меняются человеческие ценности после смены условий существования на условия выживания. Минималистической классикой постапокалиптической фантастики стал фильм Джорджа Миллера «Безумный Макс» (Mad Max, 1979), где накатывающийся на цивилизацию «ползучий» топливный кризис становится фоном для личной трагедии героя (одна из первых киноролей Мела Гибсона).

## Сатирическая фантастика
Появление фильмов, высмеивающих сложившиеся жанровые стандарты и штампы кинофантастики, знаменовало новый этап в её развитии: направление не только сформировалось как нечто цельное, но и доросло до способности смеяться над собой. Эта тенденция укрепилась ещё в середине 1960-х (в основном на телевидении и в мультипликации), но в начале 1970-х такие фильмы стали одним из характерных явлений не только жанрового кино.
Одним из ярких примеров этого может являться фильм Вуди Аллена «Спящий» (Sleeper, 1973), в котором со свойственной Аллену язвительностью высмеиваются обывательские утопические представления об идеальном обществе будущего. Герой фильма, кларнетист и фанатик здорового образа жизни Майлз Монро оказывается заморожен и оживает через 200 лет, когда нормальный секс заменили кибернетические «оргазмотроны», религиозные службы проводят безгрешные роботы, а государство готово бороться за идеалы чистоты любыми средствами вплоть до геноцида. Помимо социально-сатирического смысла, фильм был также очевидной и умной пародией на целый ряд свойственной фантастике упрощений, что было по достоинству оценено любителями жанра — «Спящий» получил премию «Хьюго» как лучшая фантастическая постановка года.
Неожиданно значительным в художественном отношении получился пародийный фильм Мела Брукса «Молодой Франкенштейн» (Young Frankenstein, 1974), в котором сочетались уважение к достижениям классических фильмов ужасов и жестокая издёвка над эпигонами, которые довели заданные в них темы до полного обессмысливания. Фильм представлял собой редкое единство ностальгической лирики и откровенного фарса, повторить которое впоследствии Мелу Бруксу, пожалуй, не удалось.
Существенное влияние на развитие жанрового кино оказал дебютный фильм Джона Карпентера «Тёмная звезда» (Dark Star, 1974), который был снят как любительская среднеметражная постановка, однако заинтересовал продюсеров и был расширен авторами до стандартов полнометражного кино. Действие этой пародийной «чёрной» комедии происходит на космическом корабле «Тёмная звезда», который вот уже двадцать лет находится в автономном полёте с заданием уничтожать планеты с нестабильной орбитой. Из-за серии аварий половина оборудования корабля не работает, а сильно пострадавший командир заморожен и может общаться с экипажем благодаря электродам, вживлённым в его мозг. Четыре члена экипажа, каждый из которых за двадцать лет полёта успел слегка тронуться, между бомбардировками планет занимаются всякими глупостями. Во время одной из бомбардировок кибернетическая «разумная бомба» выходит из-под контроля и экипажу удаётся предотвратить её подрыв рядом с кораблём, только «загрузив» её феноменологическими проблемами. Впрочем, это помогает ненадолго: бомба вскоре приходит к заключению о том, что должна привнести смысл в царящую вокруг бездушную пустоту, и взрывается прямо на корабле со словами «Да будет свет». Фильм пародировал многие известные фантастические фильмы (в том числе «Космическую одиссею 2001 года»), и создал несколько жанровых моделей, которые впоследствии неоднократно использовались как в комедийных, так и в серьёзных кинопостановках.
Совершенно особое место занимают в истории кинофантастики британские полнометражные комедии, созданные знаменитой комик-группой Монти Пайтон. Многие телевизионные скетчи этой группы были решены в сюрреалистическо-фантастическом ключе, и интонация весёлого и осмысленного абсурда (традиционная для британской культуры) была затем успешно перенесена на киноэкран. Культовый статус приобрела комедия Терри Джонса и Терри Гиллиама «Монти Пайтон и Священный Грааль» (Monty Python And The Holy Grail, 1975). Менее удачной получился «сольный» режиссёрский дебют Терри Гиллиама — «Бармаглот» (Jabberwocky, 1977). Вершиной кинематографического творчества группы можно считать блистательную комедию Терри Джонса «Житие Брайана» (Life Of Brian, 1979), наиболее цельный «монтипайтоновский» фильм с точки зрения развития сюжета. В «Житии Брайана» действие происходит в условной Иудее времён Христа, однако фильм намеренно наполнен анахронизмами и ситуации обычно высмеивают стереотипы и пороки современной цивилизации, широко используя евангельские мотивы. Комедии Монти Пайтон оказали значительное влияние на британскую и мировую кинематографию, а выделившийся из группы Терри Гиллиам стал начиная с 1980 годов одним из самых влиятельных и наиболее оригинальных режиссёров мирового кино.
- «Шоу ужасов Рокки Хоррора» (The Rocky Horror Picture Show, 1975)
- «Завтра встану и ошпарюсь чаем» (Чехословакия) (Zítra vstanu a opařím se čajem, 1977)

## Философские притчи
Антиутопические темы в фантастическом кино в 1970-х годах часто стали использоваться для создания философско-фантастической притчи, часто со значительными элементами социальной сатиры.
Одной из первых в этом ряду следует называть поставленный Стэнли Кубриком по роману Энтони Бёрджесса фильм «Заводной апельсин» (A Clockwork Orange, 1971), который вызвал большой резонанс. Жёсткость и бескомпромиссность, с которой режиссёр подошёл к раскрытию темы насилия в современном обществе и насильственного воздействия на сознание, навязывающего «общественно-приемлемые модели поведения», вызвала бурную полемику и оказала большое влияние на то, как впоследствии изменялось отношение к показу насилия в кино.
В совершенно другом ключе решён «Зардоз» Джона Бурмана (Zardoz, 1974), в котором цивилизация будущего разделила человечество на многочисленных варваров и немногих отгородившихся от остального мира бессмертных «эстетов», сохранивших остатки научных знаний прошлого. Воин-варвар Зед (Шон Коннери) попадает в город бессмертных и невольно заражает их своей витальностью — которую, впрочем, они воспринимают как «благо смерти». Хотя фильм и не вполне удался как художественное произведение, он представляет значительный интерес как ироническое переосмысление ницшеанских идей.
Переосмысление в XX веке роли женщины в современном обществе и сопротивление этому переосмыслению консерваторов стало темой ещё одной независимой кинопостановки — «чёрной» сатирической комедии Брайана Форбса «Степфордские жёны» (The Stepford Wives, 1974), поставленной по одноимённому роману Айры Левина. В патриархальном коннектикутском Степфорде мужчины, которые с трудом переносят растущую независимость женщин, находят способ заменить своих жён их точными механическими копиями (роботами), и намерены навязать недавно поселившейся в городе семье следование этому «новому порядку». Несмотря на целый ряд принятых постановщиком компромиссных решений, фильм оказал значительное влияние на последующую разработку темы женской эмансипации в кино.
К этой же ветви кинофантастики можно отнести и фильм Джорджа Роя Хилла «Бойня номер 5» (Slaughterhouse 5, 1972), поставленный по одноимённому роману Курта Воннегута. Герой фильма, Билли Пилигрим, существует одновременно в каждой точке своей жизни — и в окопах Второй мировой, и в немецком лагере для военнопленных, и в варварски разбомбленном союзниками Дрездене, и в послевоенной Америке, и даже на планете Тральфамадор, куда его забирают пришельцы. Перед зрителем проходит в эпизодах огромная человеческая жизнь, все события которой взаимообусловлены и связаны друг с другом. Самое раннее воспоминание Билли Пилигрима и его точное знание времени и обстоятельств его смерти одинаково ценны, и каждый шаг его жизни благодаря этому воспринимается под совершенно особенным, очень «воннегутовским» углом зрения. Фильм одновременно и ироничен, и трагичен; во многих отношениях это самая удачная экранизация насыщенной личными интонациями прозы Воннегута.

## Мистические триллеры
Характерным для 1970-х явлением стал выход целого ряда мистических триллеров, решительно не вписывающихся в жанровые границы фантастики ужасов.
Первым серьёзным прорывом такого рода стал фильм Уильяма Фридкина «Изгоняющий дьявола» (The Exorcist, 1973), который использовал сюжет об одержимости демонической силой для исследования вопроса о том, что значит вера для современного человека. Священник Дэмьен Каррас, переживающий кризис веры, становится свидетелем страшного преображения девочки-подростка Риган, в которую, вне всякого сомнения, вселяется дьявол. Сам он не в силах провести обряд изгнания нечистой силы и ему приходится привлечь для этого опытного экзорциста Ланкастера Меррина (Макс фон Сюдов). Демон оказывается настолько силён, что отец Меррин в ходе обряда погибает, но Каррас всё-таки находит способ освободить девушку — воспользовавшись слабостью своей веры, он предлагает демону перейти в его тело, и когда это происходит, успевает в последний момент покончить с собой, выбросившись из окна. Ключом к победе над Злом, таким образом, оказывается не сила религиозной веры, а сила сострадания к ближнему и несгибаемость человеческого духа.
Жёстко и реалистично снятый фильм вызвал настоящий шок и до сих пор считается одним из самых влиятельных фильмов ужасов в истории, вызвав множество продолжений и подражаний, ясные цитаты из него можно найти в таких недавних триллерах, как, например, «Константин» (2005).
Это направление получило развитие в фильме Ричарда Доннера «Предзнаменование» (The Omen, 1976). Семья американского дипломата Роберта Торна оказывается жертвой заговора сатанистов, которые убивают новорожденного ребёнка Торнов и заменяют его младенцем-Антихристом. Когда Дэмьену Торну исполняется пять лет, вокруг него начинают происходить жуткие события. После того, как из-за него погибает жена Торна, а число роковых совпадений превышает любые разумные пределы, дипломат убеждается, что его приёмный сын действительно Антихрист и должен быть убит. Он пытается осуществить задуманное, однако погибает от пули полицейского, который с полным основанием принимает его за маньяка. Дэмьен не только остаётся в живых, но и попадает под опеку семьи Президента США.
Режиссёр фильма заявлял, что он снимал не фильм ужасов, а религиозно-психологическую драму. Фантастичность сюжета действительно поддержана не столько спецэффектами, сколько увязываением в одну цепь мистических совпадений, каждое из которых само по себе не выглядит фантастическим, но все вместе создают ощущение постоянного вмешательства потусторонних сил. Фильм пользовался огромным успехом и вызвал появление несколько прямых продолжений и крупнобюджетного ремейка.

## Мейнстрим
В 1970-х годах появляется целый ряд фильмов, сюжеты которых основаны на фантастическом допущении, но избегают чисто жанровых приёмов. Такие фильмы, подчёркивая их значимость, традиционно относят не к фантастике, а к «мейнстриму» кинематографа.
Одним из таких важных фильмов стал «День дельфина» (The Day of the Dolphin, 1973) режиссёра Майка Николса, поставленный по мотивам романа Робера Мерля «Разумное животное». Учёные-этологи в лаборатории на удалённом острове изучают поведение дельфинов. Им удаётся установить с животными речевой контакт — не только расшифровать «язык» дельфинов, но и научить их осмысленно произносить некоторые короткие слова английского языка — «па(па)», «ма(ма)», «лю(блю)» и т. д. Дружелюбные и доверчивые дельфины привязываются к людям, которые относятся к ним, как к детям. Однако внезапно в мирную жизнь лаборатории вторгаются военные-авантюристы, которые намерены использовать «умных» дельфинов для организации терактов. Смыслом фильма становится метафора взросления, жёсткое столкновение высокой «детской» этики, которую воплощают дельфины, и циничной «взрослой» подлости; а учёные из лаборатории оказываются в положении «родителей», которые должны или принять решение за своих подопечных, или доверить решение им самим.
- «Китайский синдром» (The China Syndrome, 1979)

## Другие важные фильмы
Авторский фильм Майкла Крайтона «Мир Дикого Запада» (Westworld, 1973) не снискал значительного успеха в прокате, однако внёс несколько существенных новаций, которые впоследствии были подхвачены и развиты фантастическим кино. Крайтон поставил по своему сценарию философскую притчу о том, как созданная людьми для развлечения искусственная среда выходит из-под контроля и становится смертельно опасной. По сюжету, в недалёком будущем появляются роботизированные тематические парки отдыха, в которых сымитированы популярные периоды истории: Древний Рим, рыцарское Средневековье и Дикий Запад. Посетители парков экипируются согласно эпохе и могут делать всё, что хотят — системы безопасности гарантируют, что они не пострадают в перестрелках с роботами-ковбоями или в битвах на мечах с роботами-рыцарями. Герои фильма развлекаются в парке Дикого Запада, однако в компьютерной системе происходит сбой и роботы, вышедшие из-под контроля, начинают убивать посетителей. В фильме задана тема, впоследствии развитая Крайтоном в романе «Парк юрского периода» и поставленной по нему Стивеном Спилбергом одноимённой экранизации (Jurassic Park, 1993). Образ неостановимого робота-Стрелка (Юл Бриннер), который преследует героев фильма, стал прямым предшественником Терминатора из фильма Джеймса Кэмерона «Терминатор» (Terminator, 1984). Кроме того, в «Мире Дикого Запада» впервые в полнометражном кино в качестве спецэффектов были использованы обработанные компьютером изображения (фрагменты, показанные с «точки зрения» робота).
- «Человек, который упал на Землю» (The Man Who Fell to Earth, 1976)
- «Вторжение похитителей тел» (Invasion of the Body Snatchers, 1978)
- «Звёздный путь: Фильм» (Star Trek: The Motion Picture, 1979)
- «Фантазм» (Phantasm, 1979)

## Кинофантастика СССР
Параллельно западному прокату, в Советском Союзе продолжали выпускаться фильмы в жанре кинофантастики. Несколько примеров:
- «Тень» (1971)
- «Солярис» (1972)
- «Руслан и Людмила» (1972)
- «Молчание доктора Ивенса» (1972)
- «Кольца Альманзора» (1973)
- «Иван Васильевич меняет профессию» (1973)
- «Отроки во Вселенной» (1973)
  - «Москва — Кассиопея» (1973)
- «Бегство мистера Мак-Кинли» (1975)
- «Финист — ясный сокол» (1975)
- «Синяя птица» (1976)
- «31 июня» (1978)
- «Дознание пилота Пиркса» (1978)
- «Обыкновенное чудо» (1978)
- «Тот самый Мюнхгаузен» (1979)
- «Сталкер» (1979)
- «Акванавты» (1979)
- Федоров А. В. Советская кинофантастика в зеркале кинокритики и зрительских мнений. — М.: ОД "Информация для всех", 2021. — 170 с.